# Edith
Edith eller Edit er et pigenavn. Det kan henvise til flere personer:
- Edith Brodersen (1934-1979) - dansk operasanger
- Edith Carlmar (født 1911) - norsk filminstruktører, skuespillere
- Edith Cavell (1865-1915) - sygeplejersk
- Edith Durham (1863-1944) - kultursociolog
- Edith Frank-Holländer (1900-1945) - holland jøde
- Edith González (født 1966) - skuespiller
- Edith Guillaume (1943-2013) - dansk operasanger
- Edith Hansen - atlet
- Edith Jørgensen - skønhedskonkurrencedeltagere
- Edith Oldrup (1912-1999) - kongelige kammersangere
- Édith Piaf - (1915–1963) - fransk sanger
- Edith Pickles (1904-??) - britske gymnast
- Edith Rode (1879-1956) - dansk digter, forfatter og journalist
- Edith Stein (født 1891) - tysk filosof
- Edith Södergran (1892-1923) - finsk digter
- Edith Thingstrup (født 1968) - præst, debattør
- Edith Thrane (1917-2005) - dansk skuespiller
- Edith Willumsen (1875-1963) - dansk billedhugger
- Edith Yde Thomassen (1909-2003) - dansk digter
- Amanda Nielsen - visesanger - kaldet Edith